# Vladimír Haber
Vladimír Haber (Plzeň, 26 de agosto de 1949) é um ex-handebolista checoslovaco, medalhista olímpico.

## Títulos
- Jogos Olímpicos:
  - Prata: 1972